# Desespero (Sandman)
Desespero é um dos Perpétuos, personagens da revista Sandman, escrita por Neil Gaiman e publicada pela DC Comics (Vertigo). Os Perpétuos são representações antropomórficas de aspectos comuns a todas as pessoas: Destino, Desencarnação (ou Morte), Devaneio (ou Sonho), Destruição, Desejo, Desespero e Delírio. É a irmã gêmea de Desejo, apesar de ter uma aparência completamente diferente da dele/dela - Desejo é, ao mesmo tempo, macho e fêmea. 
Desespero é muito gorda, tem a pele pálida e escamada e cabelos negros curtos. Ela não usa roupas. Na mão esquerda usa um anel com um gancho engastado, que usa para rasgar a própria pele. Esse é também seu símbolo na galeria dos outros Perpétuos. Seu reino é um espaço cinzento, envolto em névoa branca na qual flutuam incontáveis espelhos. Cada um desses espelhos é idêntico a um espelho que existe na Terra e Desespero os usa para observar as pessoas desesperadas.
Às vezes Desespero age em conjunto com Desejo, quando ambos tramam contra um Perpétuo mais velho. No entanto, ela parece ser mais próximo dos outros Perpétuos do que ele/ela, sendo que às vezes parece ter algum carinho por Delírio e sentir saudades de Destruição. Não fala muito, e parece consequentemente bruta, mas durante seu discurso no despertar de Sonho (no arco de histórias chamado Despertar) revela sua simpatia e sentimentos por ele.
Próximo ao fim da série regular revela-se que a Desespero que nós vemos não é a primeira Desespero, mas um segundo aspecto. A Desespero original é vista no livro Noites Sem Fim (Endless Nights, no original), durante a história de Sonho. É bastante semelhante a Desespero atual, gorda, flácida e nua, só que mais alta, com tatuagens vermelhas sobre o corpo todo e mais eloquente.